# Garpun
Garpun (deutsch: Harpune, russisch Гарпун, GRAU-Index: 14F136) ist der Name einer Baureihe von militärischen Kommunikationssatelliten aus Russland.
Die Satelliten sind etwa 2,4 t schwer und werden in einem geostationären Orbit platziert. Gebaut werden die Satelliten von der Firma ISS Reschetnjow mit Sitz in Schelesnogorsk nordöstlich von Krasnojarsk. Die Aufgabe der Satelliten ist es große Datenmengen, die beispielsweise beim Betrieb russischer Fernerkundungs- und Aufklärungssatelliten auf niedrigeren Erdumlaufbahnen entstehen, an entsprechend eingerichtete Bodenstationen weiterzuleiten. Sie sollen als Ersatz für die Satelliten der Potok/Geizer Baureihe dienen.
Der erste Satellit, Garpun 11L, war von 2011 bis 2016 bei 80° Ost und von 2016 bis 2020 bei 13,5° Ost stationiert. Es wurde beobachtet, dass er im Juni 2020 seine Position verließ und anfing, unkontrolliert zu driften. Experten vermuten, dass der Satellit ausgefallen und nicht mehr verwendbar war.

## Startliste
Dies ist eine Startliste der Garpun-Satelliten. Stand der Liste: 10. Dezember 2021
| Lfd. Nr. | Bezeichnung              | Datum u. Uhrzeit (UTC)    | NSSDC-ID  | Startplatz     | Rakete          | Position  | Anmerkungen             |
| -------- | ------------------------ | ------------------------- | --------- | -------------- | --------------- | --------- | ----------------------- |
| 1.       | Kosmos 2473 (Garpun 11L) | 20. September 2011, 22:47 | 2011-048A | Baikonur 81/24 | Proton-M/Bris-M | 13,5° Ost | unkontrolliert driftend |
| 2.       | Kosmos 2513 (Garpun 12L) | 13. Dezember 2015, 00:19  | 2015-075A | Baikonur 81/24 | Proton-M/Bris-M | 80,2° Ost |                         |